# Heinrich Rehm
Heinrich Simon Ludwig Friedrich Felix Rehm (Ederheim, 20 ottobre 1828 – Monaco di Baviera, 1º aprile 1916) è stato un micologo tedesco.
Studiò presso le Università di Erlangen, Monaco e Heidelberg, conseguendo il dottorato di medicina nel 1852. Durante la sua carriera, fu medico praticante a Dietenhofen (dal 1854), Sugenheim (dal 1857) e Windsheim (dal 1871). Nel 1875 diventò medico regionale di Lohr am Main.

## Opere
- Rehm, H. 1874. Ascomyceten Fasc. 5: 201-250
- ----. 1875. Ascomyceten 6: 251-300
- ----. 1881, publ. 1882. Beiträge zur Ascomyceten-Flora der Deutschen Alpen und Voralpen. Hedwigia 20: 97-103
- ----. 1882. Beiträge zur Ascomyceten-Flora der Deutschen Alpen und Voralpen. Hedwigia 21 (8): 113-123.
- ----. 1883. Ascomyceten Fasc. XV: 701-750
- ----. 1883. Ascomycetes Lojkani Lecti in Hungaria, Transilvania et Galicia. [i-iv], [1]-70. Berlin; Friedländer & Sohn
- ----. 1883. Ascomyceten fasc. XIV. Hedwigia 22: 52-61
- ----. 1885. Ascomyceten fasc. XVI. Hedwigia 24: 7-17
- ----. 1885. Ascomyceten fasc. XVII. Hedwigia 24 (6): 225-246
- ----. 1888. Ascomyceten 923, in sched.
- ----. 1888. Ascomyceten fasc. XIX. Hedwigia 27: 163-175
- ----. 1889. Ascomyceten: Hysteriaceen und Discomyceten. Dr L. Rabenhorst’s Kryptogamen-Flora von Deutschland, Oesterreich und der Schweiz Zweite Auflage. Vol. 1. 3. Abth: Ascomyceten: Hysteriaceen und Discomyceten. 209-336
- ----. 1889. Ascomyceten, Fasc. XX. Hedwigia 5: 347-358

## Tassonomia
Nel 1861 il genere di funghi Rehmia fu nominato  in suo onore da August von Krempelhuber. Altri generi micologici che contengono il suo nome sono Rehmiella, Rehmiodothis e Rehmiomycella.